# Pierre Biard
Ne doit pas être confondu avec Pierre Biard l'Aîné ou Pierre II Biard.
Pour les articles homonymes, voir Biard (homonymie).
Pierre Biard, né vers 1567 à Grenoble (France) et décédé le 17 novembre 1622 à Avignon (France), est un prêtre jésuite français, premier missionnaire envoyé en Acadie.

## Biographie
Il fait ses études à Lyon et entre dans la Compagnie de Jésus grâce au confesseur d'Henri IV Pierre Coton. En 1608, ce dernier le charge de la mission d'Acadie. Il part alors avec son frère Ennemond Massé, le 21 janvier 1611 et arrive à Port-Royal le 22 mai. Il fonde, en mai 1613, la mission de Saint-Sauveur, sur l'Île des Monts Déserts dans le Maine actuel.
Enlevé avec le frère Ennemond Massé par le corsaire Samuel Argall, il est transporté à Jamestown où il échappe à la pendaison. En avril 1614, il rentre en France où il devient aumônier militaire.

## Œuvres
- Relation de la Nouvelle France, de ses terres, naturel du païs et de ses habitans, Lyon, L. Muguet, 1616.
- L'autorité de nostre père le Pape, Lyon, 1620.
- Prières du matin en langue mikkemak, ms, 9 p., lire en ligne